# Slang (symbool)

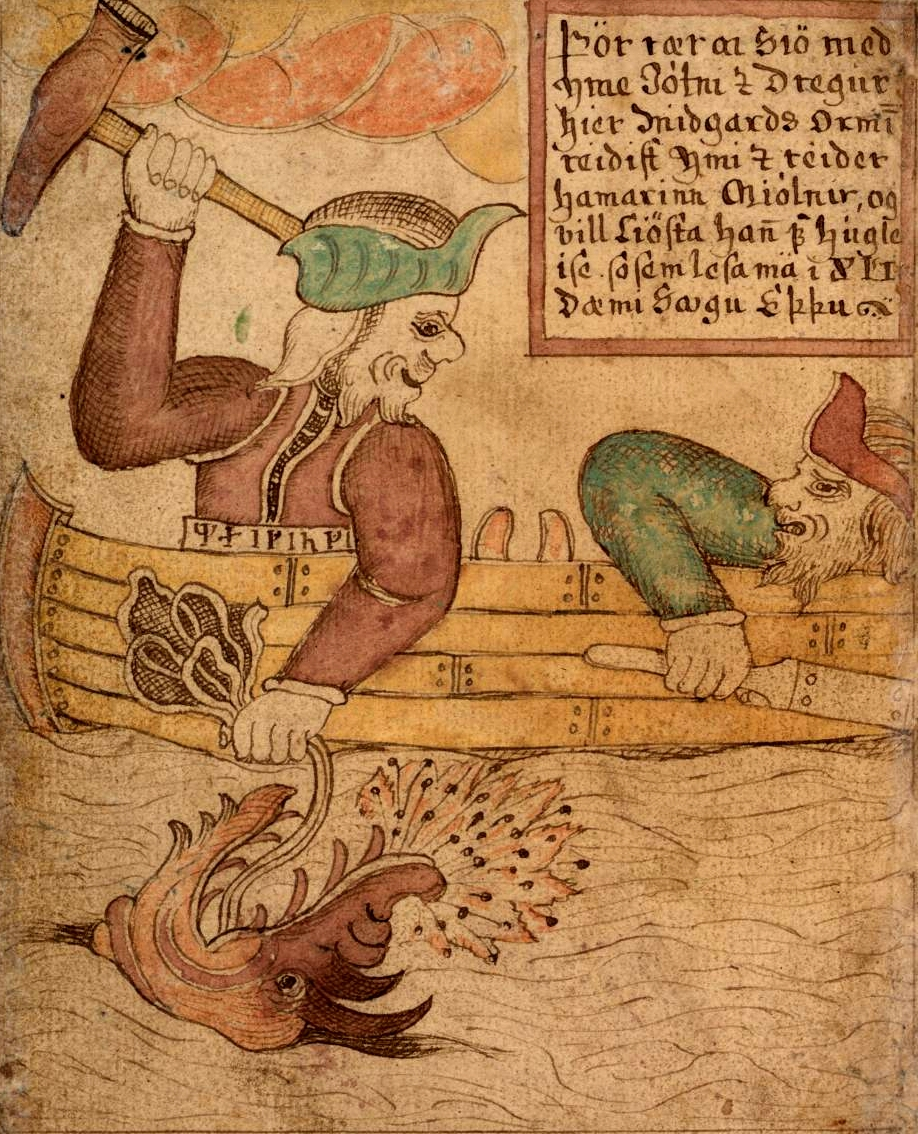
Thor, de Midgaardslang en Hymir

De slang is een symbool in veel mythologieën en riten. Vaak heeft de slang een duaal karakter van goed en kwaad en van leven en dood. Verschillende soorten slangen spelen een rol in de cultuur van de mens.
In bepaalde culturen geldt de slang als vruchtbaarheidssymbool, zoals de regenboogslang Julunggul van de Aborigines. Het vermogen tot vervelling waarna de huidskleur feller en contrastrijker is en kleine wondjes zijn geheeld, maakt dat het lijkt alsof de slang zichzelf heeft vernieuwd. Daarom staat de slang ook wel symbool voor transformatie en wedergeboorte zoals bij de Egyptische zonnegod Atoem, die zich in zijn slangengedaante elke ochtend vernieuwt, en de Griekse ouroboros, de slang die in zijn eigen staart bijt en op die manier een eeuwige cirkel vormt. Ook genezing werd daarom toegeschreven aan de slang, zoals bij de esculaap van de Griekse god Asklepios. In de vroegchristelijke Physiologus wordt gerefereerd aan het afwerpen van de huid als symbool voor verjonging en het streven naar het eeuwige leven.
Levend op de grond wordt de slang ook wel gezien als wachter van de onderwereld, zoals de Egyptische Nehebkau die de doeat bewaakt. De giftigheid van de slang maakt hem ook een symbool van het kwaad. In de Bijbel duikt de slang op als een vertegenwoordiger van de duivel in het verhaal van Adam en Eva. In het boeddhisme en het hindoeïsme kunnen nagas zowel goed- als kwaadaardig zijn. Zo was de naga Muchalinda de beschermer van Gautama Boeddha, maar in de Mahabharata worden ze vooral negatief afgeschilderd.
De Midgaardslang of Jǫrmungandr is zo enorm groot dat hij in een cirkel om Midgard, de wereld, ligt. Wereldslangen komen ook bij andere culturen voor, zoals in het hindoeïsme, waar Vishnoe slaapt op Sesha, de koning van de naga's, die hem beschermt.

## Voorbeelden
- Naga, goddelijke Ka of Adi Sesha in Indiase mythologieën
- Naoenet in de Egyptische mythologie, later Apepi
- Nammu in de Sumerische mythologie
- Tiamat in de Mesopotamische religie
- Lahmu en Lahamu in de Akkadisch Babylonische mythologie
- Slangengodin in de Minoïsche mythologie
- Ouroboros in de oude Griekse mythologie
- Illuyankas in de Hettitische mythologie
- Perzische draak Azhi Dahaka, Grote Slang in het oud-Iraans, in de Perzische mythologie
- Leviathan in de Joodse mythologie
- Midgaardslang in de Noordse mythologie
- Ladon in de latere Griekse mythologie
- Nidhogg in de Noordse mythologie
- Kur in de Akkadische mythologie
- Quetzalcoatl in de Azteekse mythologie
- Gucumatz - 'Gevederde Slang' in de Mayamythologie, scheppergod (Popol Vuh)
- Regenboogslang in West-Afrika en bij de Aboriginals
- Aido-Hwedo in de West-Aftrikaanse mythologie
- Chinese draak in de Chinese mythologie en folkore
- Koreaanse draak, divers van vorm, soms als een zeeslag voorgesteld
- Japanse draak is een legendarisch wezen met psychische attributen, vergelijkbaar met de Chinese en Koreaanse draken.